# Acanthodica sinuilinea
Acanthodica sinuilinea là một loài bướm đêm thuộc họ Noctuidae. Nó được tìm thấy ở Peru.